# Магнус (Вюртемберг-Нойенбюрг)
Магнус фон Вюртемберг-Нойенбюрг (на немски: Magnus; * 2 декември 1594, Кирххайм унтер Тек; † 6 май 1622, убит при Бад Вимфен) е херцог на Вюртемберг-Нойенбюрг.

## Живот
Той е син, тринадесетото дете, на херцог Фридрих I фон Вюртемберг (1593 – 1608) и съпругата му Сибила фон Анхалт (1564 – 1614), дъщеря на княз Йоахим Ернст фон Анхалт.
Магнус постъпва на военна служба първо в Република Венеция, след това в Протестантския унион. След смъртта на баща му Фридрих през 1608 г., през 1617 г. наследството се поделя между още живите му синове. Като най-малък от петте синове херцог Магнус получава дворец Нойенбюрг като резиденция и годишно плащане от 10 000 гулдена.
През 1621 г. Магнус е номиниран за вюртембергски военен оберст. Той се присъединява към маркграфа на Баден Георг Фридрих. Малко след това той е убит в битката при Вимпфен на 6 май 1622 г. на 28 години. Погребан е в манастирската църква в Щутгарт.
Магнус умира неженен и без наследници, затова неговата собственост отива обратно на Щутгартската линия.
- Дворец Нойенбюрг
- Магнус фон Вюртемберг-Нойенбюрг на смъртното легло
- Паметна плоча в Оберайзесхайм в Нойенбюрг